# Friedrich Stromeyer

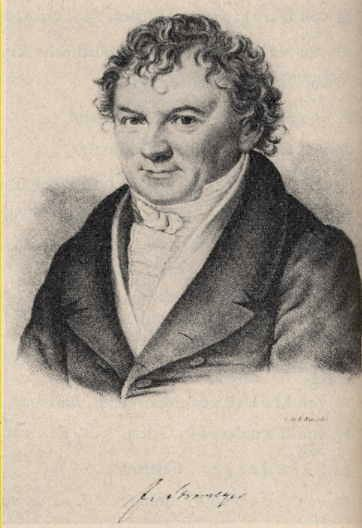
Friedrich Stromeyer

Friedrich Stromeyer (* 2. August 1776 in Göttingen, Kurfürstentum Hannover; † 18. August 1835 ebenda) war ein deutscher Chemiker.

## Leben und Werk
Er war Sohn des Göttinger Medizinprofessors Ernst Johann Friedrich Stromeyer (1750–1830) und dessen Ehefrau Marie Magdalena Johanne von Blum (1756–1848).
Stromeyer studierte in den Jahren 1793 bis 1799 in Göttingen Medizin. Im Jahr 1800 promovierte er in diesem Bereich. Von 1801 bis 1802 ging er nach Frankreich und in die Schweiz. In Frankreich besuchte er Louis-Nicolas Vauquelin, Louis Jacques Thénard und Joseph Louis Gay-Lussac. Nach seiner Rückkehr arbeitete er als Privatdozent.
Er war Vorgänger von Friedrich Wöhler als Professor der Chemie an der Universität Göttingen. Er wurde 1805 außerordentlicher Professor und führte 1805 erstmals ein chemisches Praktikum für Studenten ein. 1810 wurde er dann ordentlicher Professor. Im Jahr 1817 entdeckte er das chemische Element Cadmium.
Stromeyer analysierte und beschrieb viele Minerale, so unter anderem auch erstmals den Eudialyt sowie den Aragonit, Calcit (Isländer Doppelspat, Kalkspat), Aluminit, Magnesit, Pikropharmakolith (Picropharmacolit), Polyhalit, Vulpinit (Varietät von Anhydrit), Strontianit, Coelestin, Baryt (Schwerspat) und weitere, welche im Band 1 seines 1821 bei Vandenhoeck und Ruprecht erschienenen Werkes „Untersuchungen über die Mischung der Mineralkörper und anderer damit verwandten Substanzen“ dokumentiert sind.

## Familie
Er heiratete Luise Ludewig (* 29. September 1777; † 17. September 1850). Das Paar hatte mehrere Kinder:
- Eduard Christian Friedrich (1806–1878), Dr. med und Landphysikus ⚭ Lucie Gratzel (* 7. Dezember 1826; † 15. September 1904)
- Friederike (1807–1826)
- Luise (1810–1882) ⚭ August Luder
- Auguste (1811–1893) ⚭ Ludwig Durr (* 18. November 1787; † 20. November 1867)
- Bertha (* 17. September 1816) ⚭ Alexander Göschen (* 12. März 1812; † 2. März 1875)

## Ehrungen
- Das Mineral Stromeyerit („Silberkupferglanz“, „Kupfersilberglanz“') wurde nach ihm benannt.
- 1806 Mitglied der Akademie der Wissenschaften zu Göttingen,
- 1818 Mitglied der Bayerischen Akademie der Wissenschaften
- 1818 Ehrenmitglied der Preußischen Akademie der Wissenschaften
- 1823 Korrespondierendes Mitglied der Académie des sciences
- 1826 Mitglied der Royal Society of Edinburgh[3]
- 1827 wurde er zum Auswärtigen Mitglied (Foreign Member) der Royal Society gewählt.